# Ay-sur-Moselle
Pour les articles homonymes, voir Ay et Moselle.
Ay-sur-Moselle est une commune française située dans le département de la Moselle, en région Grand Est.

## Géographie
Ay-sur-Moselle est située entre Metz et Thionville. Comme son nom l'indique, le village est situé sur la Moselle. Les communes avoisinantes sont Trémery, Talange et Ennery.

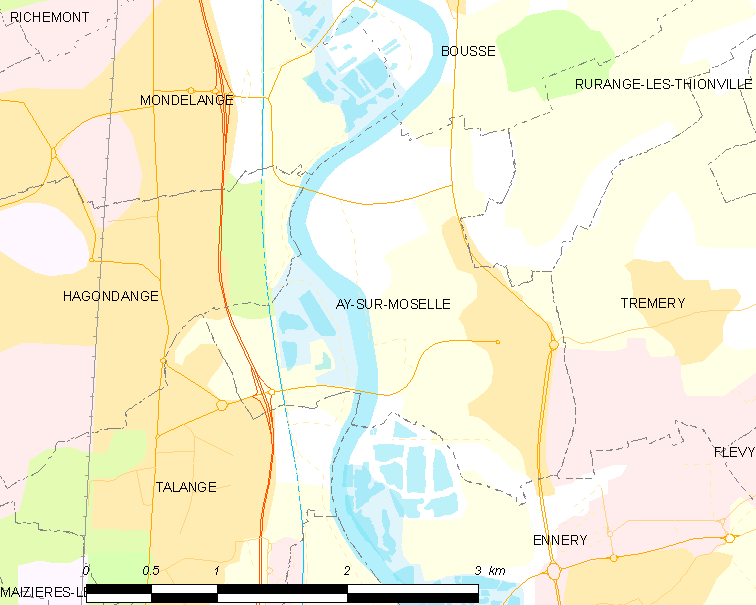
Carte de la commune.

| Mondelange | Bousse         | Rurange-lès-Thionville |
| Hagondange | Ay-sur-Moselle | Trémery                |
| Talange    | Ennery         |                        |

### Hydrographie
La commune est située dans le bassin versant du Rhin au sein du bassin Rhin-Meuse. Elle est drainée par la Moselle, la Moselle canalisée, la Barche, le ruisseau de Pre Berteau et le ruisseau de Tremery.
La Moselle, d’une longueur totale de 560 kilomètres, dont 315 kilomètres en France, prend sa source dans le massif des Vosges au col de Bussang et se jette dans le Rhin à Coblence en Allemagne.
La Moselle canalisée, d'une longueur totale de 135,2 km, prend sa source dans la commune de Pont-Saint-Vincent et se jette dans la Moselle à Kœnigsmacker, après avoir traversé 61 communes.
La Barche, d'une longueur totale de 10,5 km, prend sa source dans la commune de Pierrevillers et se jette dans la Moselle à Hagondange, après avoir traversé six communes.

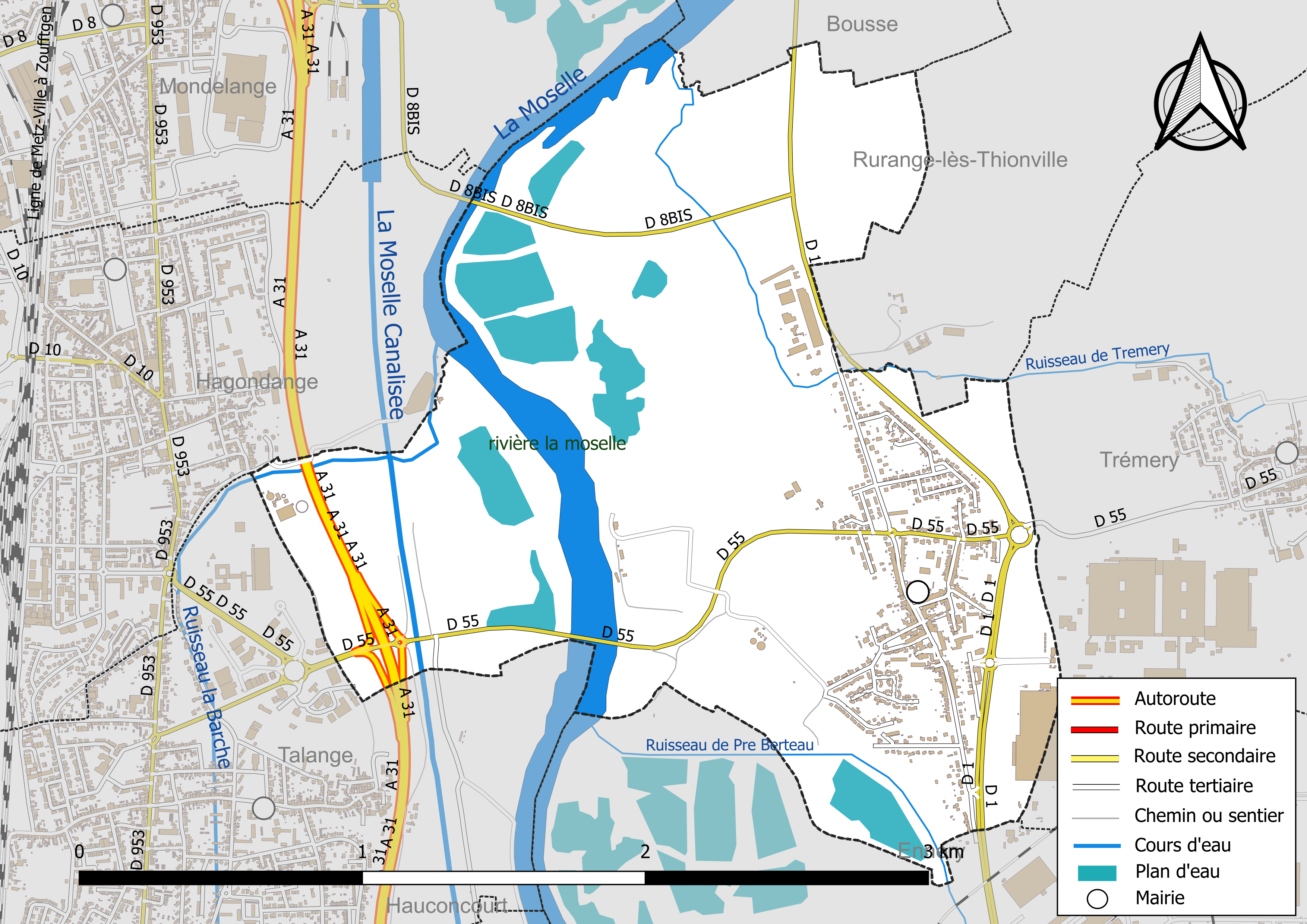
Réseaux hydrographique et routier d'Ay-sur-Moselle.

La qualité des eaux des principaux cours d’eau de la commune, notamment de la Moselle, de la Moselle canalisée et du ruisseau la Barche, peut être consultée sur un site spécial géré par les agences de l’eau et l’Agence française pour la biodiversité.

### Climat
Pour des articles plus généraux, voir Climat du Grand Est et Climat de la Moselle.
En 2010, le climat de la commune est de type climat des marges montargnardes, selon une étude du Centre national de la recherche scientifique s'appuyant sur une série de données couvrant la période 1971-2000. En 2020, Météo-France publie une typologie des climats de la France métropolitaine dans laquelle la commune est exposée à un climat semi-continental et est dans la région climatique Lorraine, plateau de Langres, Morvan, caractérisée par un hiver rude (1,5 °C), des vents modérés et des brouillards fréquents en automne et hiver.
Pour la période 1971-2000, la température annuelle moyenne est de 9,8 °C, avec une amplitude thermique annuelle de 16,7 °C. Le cumul annuel moyen de précipitations est de 757 mm, avec 11,9 jours de précipitations en janvier et 9,1 jours en juillet. Pour la période 1991-2020, la température moyenne annuelle observée sur la station météorologique de Météo-France la plus proche, « Malancourt », sur la commune d'Amnéville à 5 km à vol d'oiseau, est de 10,2 °C et le cumul annuel moyen de précipitations est de 884,1 mm. 
La température maximale relevée sur cette station est de 39,3 °C, atteinte le 25 juillet 2019 ; la température minimale est de −17,9 °C, atteinte le 5 janvier 1985,,.
Les paramètres climatiques de la commune ont été estimés pour le milieu du siècle (2041-2070) selon différents scénarios d'émission de gaz à effet de serre à partir des nouvelles projections climatiques de référence DRIAS-2020. Ils sont consultables sur un site spécial publié par Météo-France en novembre 2022.

## Urbanisme

### Typologie
Au 1er janvier 2024, Ay-sur-Moselle est catégorisée bourg rural, selon la nouvelle grille communale de densité à sept niveaux définie par l'Insee en 2022.
Elle appartient à l'unité urbaine d'Ay-sur-Moselle, une agglomération intra-départementale regroupant quatre  communes, dont elle est ville-centre,,. Par ailleurs la commune fait partie de l'aire d'attraction de Metz, dont elle est une commune de la couronne,. Cette aire, qui regroupe 245 communes, est catégorisée dans les aires de 200 000 à moins de 700 000 habitants,.

### Occupation des sols
L'occupation des sols de la commune, telle qu'elle ressort de la base de données européenne d’occupation biophysique des sols Corine Land Cover (CLC), est marquée par l'importance des territoires agricoles (46,5 % en 2018), en diminution par rapport à 1990 (58,7 %). La répartition détaillée en 2018 est la suivante : 
terres arables (43 %), eaux continentales (30,9 %), zones urbanisées (17,7 %), zones industrielles ou commerciales et réseaux de communication (4,2 %), prairies (3,4 %), milieux à végétation arbustive et/ou herbacée (0,7 %). L'évolution de l’occupation des sols de la commune et de ses infrastructures peut être observée sur les différentes représentations cartographiques du territoire : la carte de Cassini (XVIIIe siècle), la carte d'état-major (1820-1866) et les cartes ou photos aériennes de l'IGN pour la période actuelle (1950 à aujourd'hui).

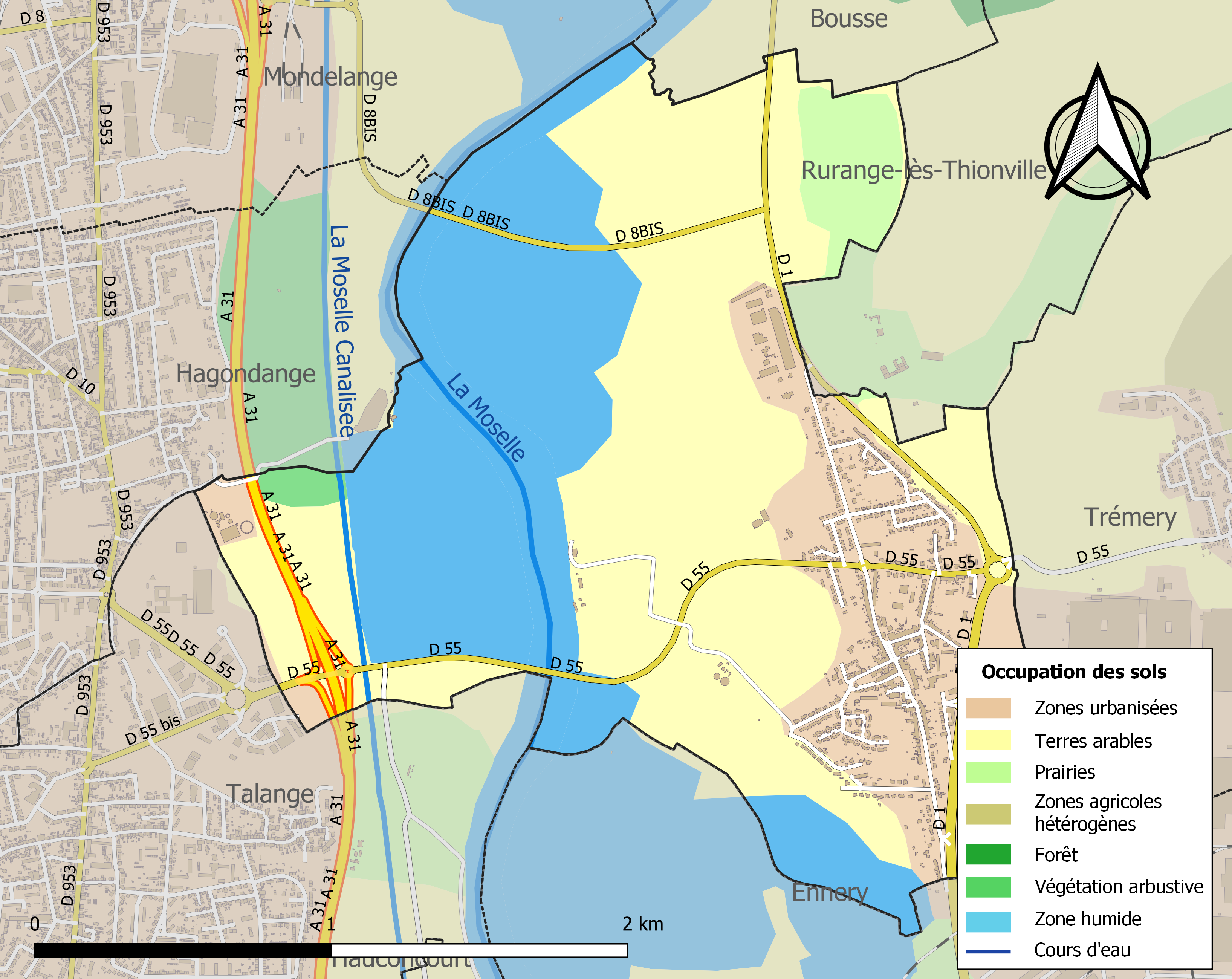
Carte des infrastructures et de l'occupation des sols de la commune en 2018 (CLC).

## Toponymie
Évolution du nom du village (date du document dans lequel le nom apparaît) : – Ayey (1345) ; – Aiey (1493) ; - Eiche (1510) ; – Aiey, Ay-sus-Muzelle (1511) ; – Areceyum, Aytyum, Alieyum, Ayeyum, Aey (1544) ; – Aey (1696) ; - Aich an der Mosel (1915-18 et 1940-44).
La commune se nomme Welsch Esch en francique lorrain.

## Histoire
Fief mouvant de la seigneurie de Boulay en 1357. Puis dépendait de la seigneurie de Châtel-Saint-Blaise  en 1681. 
Cette localité a également dépendu du pays messin, Haut-Chemin à la limite de l'ancien duché de Luxembourg. 
Village germanophone jusqu'à la guerre de Trente Ans.

## Politique et administration
| Période                                  | Période  | Identité           | Étiquette | Qualité                               |
| ---------------------------------------- | -------- | ------------------ | --------- | ------------------------------------- |
| Les données manquantes sont à compléter. |          |                    |           |                                       |
| avant 1981                               | ?        | Gérard Chalumeau   |           |                                       |
| juin 1981                                | 1995     | Jean Gobert        |           |                                       |
| 1995                                     | 2002     | Christian Chevreux |           |                                       |
| 2002                                     | En cours | Catherine Lapoirie | DVD       | Conseillère départementale suppléante |

## Démographie
Les habitants sont nommés les Ayens.

L'évolution du nombre d'habitants est connue à travers les recensements de la population effectués dans la commune depuis 1793. Pour les communes de moins de 10 000 habitants, une enquête de recensement portant sur toute la population est réalisée tous les cinq ans, les populations de référence des années intermédiaires étant quant à elles estimées par interpolation ou extrapolation. Pour la commune, le premier recensement exhaustif entrant dans le cadre du nouveau dispositif a été réalisé en 2006.

En 2022, la commune comptait 1 614 habitants, en évolution de +7,67 % par rapport à 2016 (Moselle : +0,52 %, France hors Mayotte : +2,11 %).
| 1793 | 1800 | 1806 | 1821 | 1836 | 1841 | 1861 | 1866 | 1871 |
| ---- | ---- | ---- | ---- | ---- | ---- | ---- | ---- | ---- |
| 526  | 580  | 556  | 596  | 740  | 697  | 641  | 653  | 620  |

| 1875 | 1880 | 1885 | 1890 | 1895 | 1900 | 1905 | 1910 | 1921 |
| ---- | ---- | ---- | ---- | ---- | ---- | ---- | ---- | ---- |
| 567  | 570  | 557  | 554  | 488  | 515  | 481  | 483  | 482  |

| 1926 | 1931 | 1936 | 1946 | 1954 | 1962 | 1968  | 1975  | 1982  |
| ---- | ---- | ---- | ---- | ---- | ---- | ----- | ----- | ----- |
| 555  | 585  | 573  | 566  | 611  | 726  | 1 114 | 1 410 | 1 252 |

| 1990  | 1999  | 2006  | 2011  | 2016  | 2021  | 2022  | - | - |
| ----- | ----- | ----- | ----- | ----- | ----- | ----- | - | - |
| 1 344 | 1 525 | 1 550 | 1 519 | 1 499 | 1 566 | 1 614 | - | - |

## Culture locale et patrimoine

### Lieux et monuments

#### Édifices civils
- moulin sur la rive droite de la Moselle en face d'Hagondange ; construit au milieu du XVIIIe siècle ; moult fois peint et chanté par les artistes et poètes ; transformé en restaurant pittoresque.

#### Édifices religieux

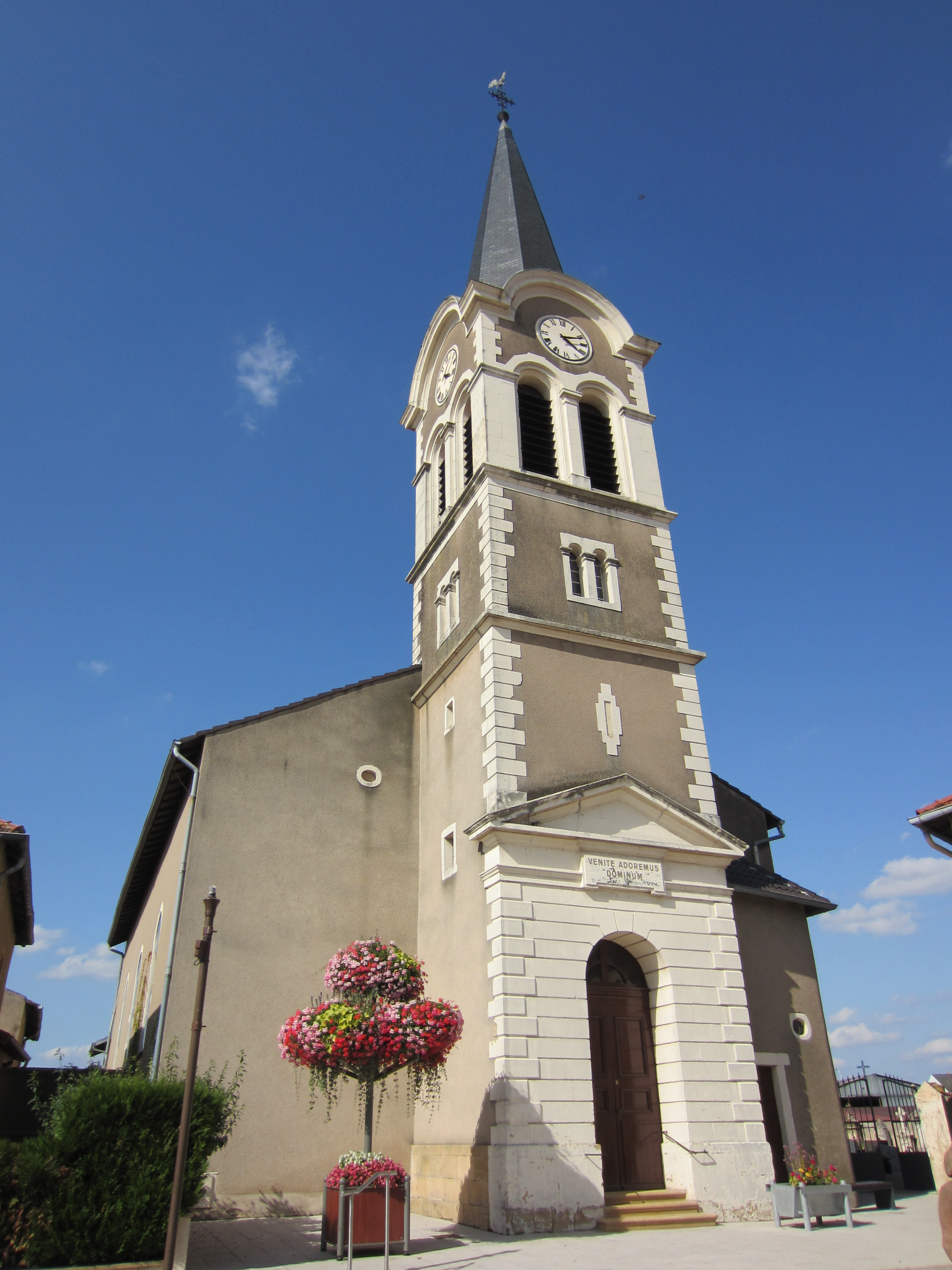
Église Saint-Barthélémy.

- église Saint-Barthélémy, 1818 reconstruite en 1876 et son orgue[23] ;
- linteau de porte daté de 1591 ;
- plusieurs croix :
  - deux croix non datées ;
  - croix de la peste, 1624, érigée à l’occasion de l’épidémie de peste ; croix parmi les plus anciennes du Pays messin ; les pieds du Christ reposent sur un crâne surmontant deux tibias ; le Christ est entouré de deux donateurs ; le fût montre la figure d’une femme en mauvais état de conservation surmontée d’un ange ; la colombe du Saint-Esprit ressemble davantage à un aigle héraldique qu'à une colombe.

### Personnalités liées à la commune
- Anne Poiré, écrivain, a vécu à Ay-sur-Moselle durant son enfance et son adolescence[24].
- Dominique Husson (1767-1832), chef de bataillon d’infanterie, chevalier de la Légion d’honneur (1804), né à Ay[25].
- Roger Nockels (1922-2020), chevalier de la légion d'honneur, né à Ay et à vécu à Ay.

### Héraldique
| Blason de Ay-sur-Moselle | Blason  | De sable à la croix échiquetée d'or et de gueules. |
| Blason de Ay-sur-Moselle | Détails | Adopté le 3 février 1954.                          |

Ce sont les armes de la famille d'Inguenheim qui possédait la seigneurie au XVIIe siècle. Le blason de cette famille a été choisi par la commune parmi beaucoup d'autres familles possibles, parce qu'aucune autre commune ne l'avait utilisé.

## Pour approfondir